# Rolling Stones Blues
A Rolling Stones Blues a  magyar Hobo Blues Band blues zenekar első kislemeze.
1980-ban a Rolling Stones Blues című dal 4 hónapon keresztül a második, majd két egymást követő hónapban az első helyen állt az Ifjúsági Magazin slágerlistáján.

## Számlista
Az összes szám szerzője Deák Bill Gyula és Földes László. 
| 1.   | Rolling Stones blues | 5:18 |
| 2.   | 3'20-as blues        | 4:26 |
| 9:44 |                      |      |

## Közreműködők
- Deák Bill Gyula – ének
- Földes László – ének
- Kőrös József – gitár, ruhatervek
- Pálmai Zoltán – ütőhangszerek
- Póka Egon – basszusgitár, gitár, billentyűs hangszerek
- Szénich János – gitár